# Балістична ракета малої дальності

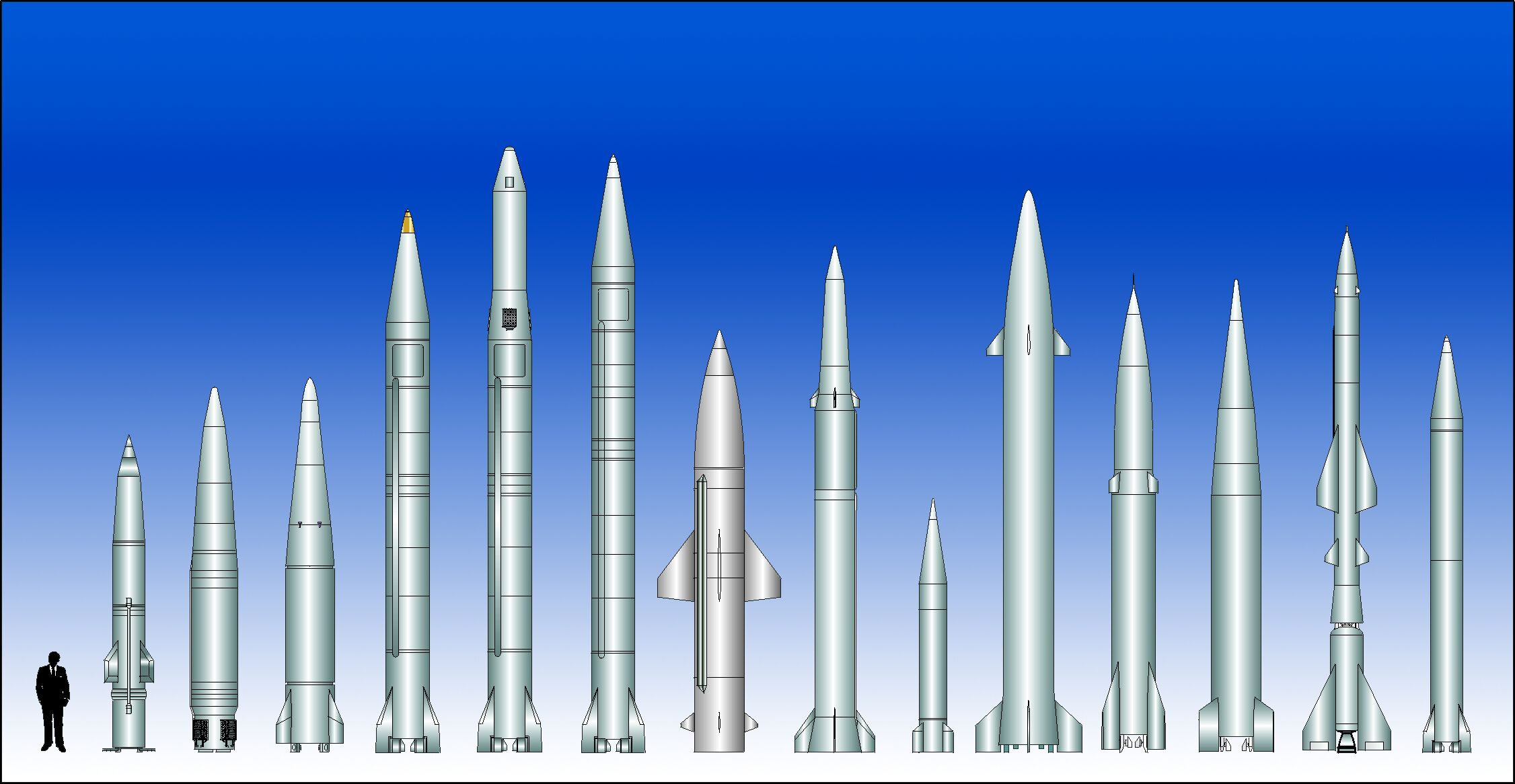
Порівняльні розміри різних ракет малої дальності

Балістична ракета малої дальності (БРМД, в англомовній термінології SRBM; англ. Short-range ballistic missile) — балістична ракета з дальністю дії від 500 до 1000 км. Можуть оснащуватись ядерною боєголовкою.
На таких відстанях оптимальною є траєкторія з виходом за межі атмосфери Землі.
Перша балістична даного класу — Фау-2 (V-2), була розроблена Німеччиною в 1940-х роках і вперше запущена 3 жовтня 1942. Перше бойове застосування — 8 вересня 1944.

## Список БРМД
Приклади БРМД:
- Р-1
- Р-2
- ОТР-22 «Темп-С»
- DF-11 (300—600 км)
- KN-23 (500—900 км)
- PrSM (500—1000 км)
- «Іскандер» (500 км)
- Грім (ОТРК) — у варіанті 500 км.